# Либертарианские взгляды на иностранное вмешательство
Либертарианские взгляды на иностранное вмешательство зародились как реакция на менталитет военной интервенции времен холодной войны, продвигаемый американскими консерваторами, такими как Уильям Ф. Бакли-младший, который вытеснил невмешательство старых правых. Война во Вьетнаме расколола непростой союз между растущим числом самоидентифицированных либертарианцев и консерваторами времен холодной войны. Либертарианцы, выступающие против войны, присоединились к движениям сопротивления призыву и мира и создали такие организации, как «Студенты за демократическое общество». Раскол усугубился на съезде «Молодые американцы за свободу» в 1969 году, где сожжение призывного билета вызвало физическую конфронтацию среди участников съезда, уход многих либертарианцев и создание антивоенных либертарианских организаций. Левые либертарианцы обычно выступают против иностранных интервенций и обычно являются антиимпериалистами, в то время как правые либертарианцы также обычно выступают против любой государственной внешней помощи другим странам. В Соединенных Штатах Либертарианская партия выступает против стратегических союзов между США и иностранными государствами.

## Обзор
На антивоенных и невмешательских американских либертарианцев большое влияние оказали экономист Мюррей Ротбард и писатель Карл Гесс. Ротбард критиковал империализм и рост американской империи, которая нуждалась в войне для поддержания и расширения своего глобального контроля. Ротбард сказал: «Наше вступление во Вторую мировую войну стало решающим актом в навязывании постоянной милитаризации экономики и общества, в создании в стране постоянного гарнизонного государства, всепоглощающего военно-промышленного комплекса, постоянной системы воинской повинности». Эта традиция продолжается в антивоенном анализе Дэвида Боаза из Института Катона и бывшего представителя Рона Пола.
Некоторые либертарианцы критикуют консерваторов и тех консерваторов-либертарианцев, которые поддержали вторжение США в Афганистан в 2001 году, вторжение в Ирак в 2003 году и последующие оккупации. Однако другие, такие как Рэнди Барнетт и Джон Хосперс поддержали войну в Ираке. В 2010 году Либертарианская партия критиковала консерваторов за поддержку «внешней войны на триллион долларов».
Некоторые либертарианцы также критикуют с либертарианской точки зрения действия иностранных правительств, таких как Саудовская Аравия и Израиль. В книге «Вина за войну на Ближнем Востоке» Ротбард подробно описывает «агрессию Израиля против ближневосточных арабов», конфискационную политику и его «отказ позволить этим беженцам вернуться и вернуть отнятую у них собственность». Ротбард также критиковал «организованный антисемитизм», от которого приходится страдать критикам государства Израиль. В книге «Права собственности и „право на возвращение“» профессор Ричард Эбелинг пишет: «Если между израильтянами и палестинцами будет достигнуто урегулирование, справедливость предполагает, что вся законная собственность должна быть возвращена ее законным владельцам и что проживание этих владельцев на их территории должно быть снова разрешено». В книге «Отчуждение родины: Как Палестина стала Израилем» адвокат Стивен П. Хэлбрук пишет: «Палестинские арабы имеют право вернуться в свои дома и поместья, захваченные израильтянами, получить справедливую компенсацию за потерю жизни и имущества, а также осуществить национальное самоопределение».
Несмотря на то, что авторы Ayn Rand Institute и Ayn Rand Lexicon определяют себя как объективистов и чаще всего противопоставляют себя либертарианцам. значительное меньшинство правых либертарианцев, в основном в Соединенных Штатах, используют аспекты объективизма Айн Рэнд для обоснования своих внешнеполитических убеждений о праве на оборону. Очень распространенным взглядом на диктатуру среди них является мнение, что диктаторское общество — это общество вне закона, которое не может претендовать ни на какие права, и что любое свободное общество имеет право насильно изменить любое диктаторское общество на другое свободное, но абсолютно не должно считать это каким-то самопожертвованием. Когда речь идет о более широкой американской внешней политике, эти либертарианцы считают, что сутью американской внешней политики должна быть свободная торговля, включая отказ от протекционизма как корпоративистского элемента. Многие либертарианцы будут рассуждать с позиций, наиболее ассоциируемых с Институтом Айн Рэнд, чтобы оправдать поддержку Израиля по отношению к Лиге арабских государств в связи с войной, которую Лига арабских государств начала против Израиля в 1948 году. Некоторые либертарианцы будут использовать аргументы объективистов для критики тенденции многих из них фокусироваться на тривиальных преступлениях свободных обществ вместо серьезных преступлений тиранических обществ.
Pew Research Center в 2011 году с помощью новых и обновленных данных в 2014 году установил, что либертарианцы в Соединенных Штатах примерно так же близки к равномерному разделению, как и обычные американцы по вопросам внешней политики. В 2014 году в результате опроса они выяснили, что 54 % либертарианцев выступают против американского участия за рубежом, а 43 % — за него. Уникальный для опроса 2014 года вывод заключается в том, что мнение либертарианцев о том, приносит ли американское участие за рубежом больше вреда, чем пользы, разделилось почти поровну: 47 % ответили «нет», а 46 % — «да». Что касается взглядов на внешнюю политику с 2011 года, то либертарианцы больше поддерживают многосторонний подход, чем односторонний, больше реализм, чем идеализм, больше выступают против ликвидации Каддафи, чем поддерживают ее, больше поддерживают быстрое завершение Афганской войны, чем выступают против быстрого завершения, больше дружелюбно относятся к Китаю, чем враждебно, равномерно разделились по вопросу торговых сделок, больше выступают против ООН, чем поддерживают ее, и больше считают ислам самой тиранической организованной религией на Земле, чем считают таковой какую-либо другую религию. В отчётах обоих лет также было обнаружено, что почти все либертарианцы выступают против компромиссов в сфере частной жизни, таких как Патриотический акт. Отличая военную политику от внешней, можно обнаружить, что либертарианские взгляды на внешнюю политику почти поровну разделены между теми, кто чаще придерживается дипломатической позиции, и теми, кто чаще придерживается воинственной. Почти половина меньшинства (48 %) считает, что лучший способ для американских военных обеспечить мир на Земле — это оставаться самой сильной армией Земли, и такое же меньшинство считает, что лучший способ победить террористическую идеологию — это подавляющее и военное поражение этой идеологии на ее территории.